# Ochsen
De Ochsen is een berg gelegen in de Berner Alpen in Zwitserland. Hij heeft een hoogte van 2189 meter.